# Go4city
Als go4city wird  eine für den Linienverkehr entwickelte und von 2010 bis 2014 produzierte Omnibus-Modellreihe der Göppel Bus GmbH bezeichnet.

## Allgemeines
Im Juni 2010 stellte Göppel mit der go4city-Serie seine ersten eigenen Niederflurstadtbusse vor. Zuvor hatte das Unternehmen nur Omnibusaufbauten, größtenteils auf MAN-Fahrgestellen und Personenanhänger für MAN-Niederflurbusse produziert. Eingeführt wurden der Midibus go4city10 1(0,5 Meter), der Standardbus go4city12 (12 Meter) sowie der dazugehörige Personenanhänger go4cityT und 2012 der Gelenkbus go4city19 (18,75 Meter). Entwickelt wurden die Modelle von Göppel am Standort Augsburg, die Produktion fand am Hauptsitz im thüringischen Nobitz-Ehrenhain statt.
Ende 2010 präsentierte Göppel einen Prototyp des go4city12H, ein Standardbus mit Hybridantrieb, der in Zusammenarbeit mit Vossloh Kiepe entstand. Er diente dem Fraunhofer IVI in Dresden als Erprobungsfahrzeug. 2014 wurde dieser zum Elektrobus go4city12E umgebaut. Seit 2012 gibt es auch den Prototypen eines Doppelgelenkbusses, der 30 Meter lange Autotram wurde zusammen mit dem Fraunhofer IVI entwickelt.

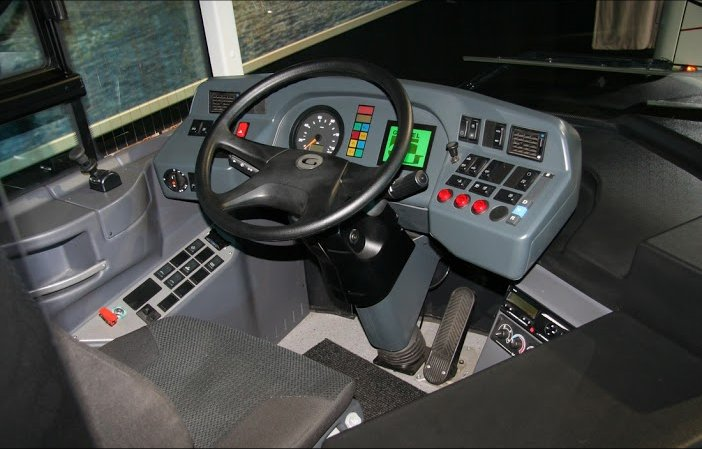
Fahrerarbeitsplatz

## Technische Daten
|                 | go4city10 Midibus | go4city12 Solobus | go4cityT Personenanhänger | go4city19 Gelenkbus | go4city AutoTram Doppelgelenkbus    |
| --------------- | ----------------- | ----------------- | ------------------------- | ------------------- | ----------------------------------- |
| Länge           | 10.501 mm         | 11.981 mm         | 9.619 mm                  | 18.746 mm           | 30.730 mm                           |
| Breite          | 2.550 mm          | 2.550 mm          | 2.550 mm                  | 2.550 mm            | 2.550 mm                            |
| Höhe            | 3.217 mm          | 3.217 mm          | 3.070 mm                  | 3.217 mm            | 3.400 mm                            |
| Radstand        | 4.400 mm          | 5.880 mm          | 6.065 mm                  | 5.880 / 6.765 mm    | 5.880 / 11.514 / 17.579 / 24.629 mm |
| Überhang vorne  | 2.656 mm          | 2.656 mm          | 1.777 mm                  | 2.656 mm            | 2.656 mm                            |
| Überhang hinten | 3.445 mm          | 3.445 mm          | 1.777 mm                  | 3.445 mm            | 3.445 mm                            |
| Sitzplätze      | 26–33             | 34–41             | 30–42                     |                     | 96                                  |
| Stehplätze      | 39–51             | 44–56             | 37–69                     |                     | 160                                 |
| Preis1          | 190.000 Euro      | 200.000 Euro      | 150.000 Euro              |                     |                                     |

1 ungefähre Angabe, Preis abhängig von der Ausstattung; Stand: Januar 2011
Es standen drei Varianten des Reihensechszylinder-Dieselmotors DAF PR mit 183 kW/249 PS, 228 kW/310 PS oder 265 kW/360 PS zur Auswahl. Die Kraftübertragung übernimmt das Sechsgang-Automatikgetriebe ZF EcoLife. Lenkung und Achsen stammen ebenfalls von ZF. Als Fahrerplatz wurde das VDV-II-Armaturenbrett verwendet.